# Ouled Khoudir
Ouled Khoudir là một đô thị thuộc tỉnh Béchar, Algérie. Dân số thời điểm năm 2002 là 3.893 người.